# Kolga-Jaani
Kolga-Jaani är en ort i Estland. Den ligger i Kolga-Jaani kommun och landskapet Viljandimaa, i den centrala delen av landet, 120 km sydost om huvudstaden Tallinn. Kolga-Jaani ligger 53 meter över havet och antalet invånare är 420.
Terrängen runt Kolga-Jaani är mycket platt. Runt Kolga-Jaani är det glesbefolkat, med 8 invånare per kvadratkilometer. Närmaste större samhälle är Põltsamaa, 13,3 km norr om Kolga-Jaani. I omgivningarna runt Kolga-Jaani växer i huvudsak blandskog.